# Proleptus obtusa
Proleptus obtusa är en rundmaskart. Proleptus obtusa ingår i släktet Proleptus och familjen Physalopteridae. Inga underarter finns listade i Catalogue of Life.